# Thomas Raber
Thomas Raber (20 de noviembre de 1972, Steyr) es un compositor y productor austríaco.
En los años 1990s Raber era músico (piano, teclas, guitarra, bass, cantos) en varios grupos (sloggahouse, climax, K.R.E.W. twitch). Para estos grupos escribió numerosas canciones.
Raber también trabajaba como profesor. En esos tiempos creó el musical "El pequeño animalito colorado" ("Das kleine bunte Tierchen") para niños y con la licencia de la compañía de producción de Mira Lobe "Jungbrunnen".
Con su producción "Wienerfelder Messe" (misa-pop) salió de gira por las iglesias de Austria. Desde entonces Thomas Raber fue conocido en los círculos católicos. Por eso fue contratado para la misa de aniversario de Christoph Schönborn y Ludwig Schwarz.
En la actualidad, Raber trabaja como compositor y productor en Vienna. En 2008 compuso y produjo el himno-pop de Linz (Capital Europea de la Cultura 2009) para la cantante Yvonne Finsterle.
También compone melodías para programas de televisión (TW1-ORF-Austria, Austria9-TV).
Es el propietario de una compañía de producción, de un label, un estudio de grabación y la "Hit-Factory".

## Discografía

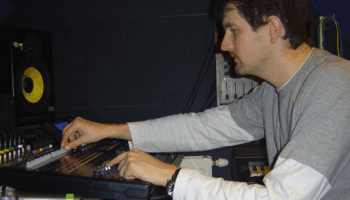
Thomas Raber en su estudio de grabación.

- 1996, "tilt" (sloggahouse) -  compositor, músico - RATOM-Edition, Viena
- 2003, "This was Climax" (Thomas Raber) - compositor, productor, músico - RATOM-Edition, Viena
- 2004, "Tante Brause und ihre Freunde" (Thomas Raber) - compositor, productor, músico - RATOM-Edition, Viena
- 2005, "Das kleine bunte Tierchen" (Thomas Raber) - compositor, productor, músico - RATOM-Edition, Viena
- 2006, "Wienerfelder Messe" (Thomas Raber) - compositor, productor, músico - RATOM-Edition, Viena
- 2008, "In Linz beginnts net nur" (Yvonne Finsterle) - compositor, productor, músico - RATOM-Edition, Viena
- 2010, "Liederfundkiste - Lustige Traditionals" (Thomas Raber) - productor, músico - RATOM-Edition, Viena
- 2010, "One Big World" (One-World-Project: Semra Türel, Daniel Kajmakoski, Daria Kokozej, Christian von dem Borne, Melissa Hosler) - compositor, productor, músico - RATOM-Edition, Viena
- 2011, "Liederfundkiste - Jetzt gehen wir's an" (Thomas Raber, Robert Janes, Lisa Nevyjel, Bertram Mayer, Hubert Till, Uly Paya, Bernd Rossner) - compositor, productor, músico - RATOM-Edition, Viena
- 2011, "Liederfundkiste - Juchhe, der erste Schnee" (Thomas Raber, Gerald Jatzek, Robert Janes, Lisa Nevyjel, Hubert Till, Uly Paya, Bernd Rossner) - compositor, productor, músico - RATOM-Edition, Viena
- 2012, "Liederfundkiste - In Kinderstadt" (Thomas Raber, Gerald Jatzek, Boris Beketic, Lisa Nevyjel, Hubert Till, Uly Paya, Bernd Rossner) - compositor, productor, músico - RATOM-Edition, Viena
- 2012, "Liederfundkiste - Eine Schule für Coole" (Thomas Raber, Gerald Jatzek, Manfred Porsch, Lisa Nevyjel, Hubert Till, Robert Janes, Ruth Klicpera, Bernd Rossner) - compositor, productor, músico - RATOM-Edition, Viena
- 2013, "Liederfundkiste - Mama, ich lieb' dich so" (Thomas Raber, Gerald Jatzek, Georg Bydlinski, Hubert Till, Robert Janes, Ruth Klicpera, Tünde Nemeth) - compositor, productor, músico - RATOM-Edition, Viena